# Tasam
Tasam is een woonwagen die gebruikt wordt door nomaden in Tibet.
Een tasam heeft zowel de functie van woning als vervoermiddel van koopwaar voor verkoop onderweg of op markten in Tibet, waarvan Gartok een van de bekendste is.
Tasams komen vaak in colonnes voor, waar onder andere jaks kunnen worden geruild en onderdak voor reizigers en andere nomaden wordt aangeboden.